# Lathyrus sericeus
Lathyrus sericeus là một loài thực vật có hoa trong họ Đậu. Loài này được (Boiss. & Balansa) Czeczott miêu tả khoa học đầu tiên năm 1939.